# Latouchia cunicularia
Espèce
Synonymes
- Acattyma cunicularia Simon, 1886

Latouchia cunicularia est une espèce d'araignées mygalomorphes de la famille des Halonoproctidae.

## Distribution
Cette espèce est endémique du Viêt Nam.

## Description
La carapace de la femelle holotype mesure 6,5 mm de long sur 5,6 mm et l'abdomen 8 mm de long sur 6 mm.

## Publication originale
- Simon, 1886 : Arachnides recueillis par M. A. Pavie (sous chef du service des postes au Cambodge) dans le royaume de Siam, au Cambodge et en Cochinchine. Actes de la Société linnéenne de Bordeaux, vol. 40, p. 137-166 (texte intégral).